# Acanthaster planci
Бодљикава морска звезда (лат. Acanthaster planci) је релативно велика морска звезда која насељава коралне гребене индо-пацифичког региона. Специфична је по великом броју трња који полазе из кракова и прекривени су ткивом које садржи отровне супстанце. Храни се коралима који су главна структурна компонента коралних гребена.
Ова врста позната је по честим популационим флуктуацијама које подразумевају брз раст популације и одржавање тог броја током једне или две године и затим брзо опадање и потпуни нестанак из екосистема. Овакав феномен задао је овој морској звезди репутацију "штеточине" коралних гребена и представља велику препреку на путу ка њиховој конзервацији.

## Изглед
Пречник адултних јединки углавном се креће између 250 и 400 mm, међутим, може да достигне и 800 mm, што је највише забележено до сада. Јувенилне јединке достижу до 10 mm док се хране алгама и 10-160 mm кад се хране коралима. Имају између 8 и 21 крак. Може да се деси да јединка одбаци крак у неким ситуацијама, па су забележени случајеви где и до 60% јединки у популацијама има недостале краке. Краци могу да се регенеришу брзином од 2,5 mm месечно. Могу да се нађу у више боја, као што су плаво-љубичаста (Тајланд, Малдиви), црвена и сива (Велики корални гребен) и црвена и зелена (Хаваји). Скелет се састоји од магнезијум-калцита са токсичним спикулама дужине 40-50 mm. Њихова брзина раста је 1,3 mm месечно. Број мадрепора креће се од 3 до 16, а број ануса од 1 до 6.
- A. planci на Тајланду
- A. planci на Великом коралном гребену
- A. planci на Хавајима

## Таксономија

### Систематика
A. planci припада роду Acanthaster, који је члан моногенеричне породице Acanthasteridae. Ова породица раније је сврставана у ред Spinulosida, међутим, даљим истраживањима утврћене су многе сличности између ње и породице Oreasteridae. Под претпоставком да су еволуирале из те групе, Acanthasteridae касније су смештене у ред Valvatida.
Acanthaster није морфолошки изолован род, па је ранија претпоставка да је припадао старијој разноврснијој групи одбачена. Његова морфологија је највероватније последица прилагођавања на пузање по неравним подлогама и захтевним стаништима. Неописани припадник Oreasteridae из еоцена указује на постојање могуће предачке морфологије коју поседује и Acanthaster.

### Генетичка истраживања
Генетичка истраживања током 80-их година 20. века указала су на мале генетичке разлике између географски веома удаљених популација A. planci у Тихом океану. Велика генетичка хомогеност могла би се објаснити протоком гена услед дисперзије планктонских ларви. Мање вероватно алтернативно објашњење лежи у веома сличним селективним притисцима који утичу на опстајање удаљених врста, спречавајући генетичку дивергенцију.
Географски положај хавајске популације довео би до закључка да је она генетички интермедијер између популација источног и западног Пацифика. Међутим, подаци указују да то није случај и објашњење за то је кретање морских струја Тихог океана. Не постоје струје на већим географским ширинама које би могле да пренесу ларве са Хаваја до источног Пацифика. Северна екваторска струја је највероватније та која преноси ларве преко Лајн острва до источног Пацифика. Проток гена између хавајских и популација источног Пацифика највероватније се врши индиректно преко великих дистанци. Ова релативна изолованост хавајских острва, као и њихов ограничен број и величина, могли би објаснити релативно малу генетичку варијабилност у хавајској популацији. Калифоринијска популација, заједно са хавајском популацијом, има мање алела од западних популација. Такође је утврђено да ове две популације немају јединствене алеле, што указује на то да се проток гена кретао у смеру запад-исток, као и да је ово био вероватан смер инвазија кроз источни Пацифик.
Поред велике генетичке хомогености између веома удаљених популација изненађујуће је откриће микрогеографских варијација између релативно блиских врста. Највеће генетичје варијације примећене су измећу две популације са острва Такетоми и Курошима, које су међусобно удаљене само 10 km. Обе оове популације експлозивно су се повећале за кратко време и број јединки популације острва Такетоми брзо је почео да опада након бума. Генетичка варијабилност измећу ове две популације вероватно је последица селективног умирања услед велике густине насељености.
Упоредна истраживања генетичке варијабилности између врста Acanthaster planci и Acanthaster brevispinus указују на репродуктивну баријеру, као и на то да је генетичка варијабилност између ове две врсте, чак и у заједничким стаништима, много већа него варијабилност између источних и западних популација A. planci. Претпоставља се да је врста A. planci еволуирала од претка сличног врсти A. brevispinus јер је вероватније да се специјализовани предатор корала развио из неспецијализованог становника пешчаних станишта него супротно. Претпоставка да се A. planci развио у западном Пацифику додатно је потхрањена чињеницом да A. brevispinus насељава само пражне воде западнох Пацифика.
Широка географска дистрибуција и велика генетичка варијабилност A. planci доводи до закључка да је A. planci еволуирао релативно дуго. Са друге стране, одсуство рода Acanthaster у Карипском мору наводи на закључак да је A. planci настао пре око 3 милиона година, пре издизања панамског копненог моста. Зато је највероватнији период специјације ове врсте био током плеистоцена.

## Понашање

### Исхрана
Стопа кретања A. planci зависи од доступности хране. Она се углавном креће од 1 m/дан у областима високе коралне покривености до 4 m/дан у областима где су корали оскудни. Морске звезде које се нађу у широким пространствима где нема корала могу да достигну и брзину од 10 m/дан.
Исхрана зависи од величине морске звезде и годишњег доба. Највише хране се конзумира током летње сезоне мрешћења. Најчешћи плен A. planci су корали из реда Scleractinia (90-95%). Другим организмима се храни више када су корали недоступни. Ова морска звезда показује велики апетит како у природним, тако и у лабораторијским условима. Најпожељније породице корала за конзумацију су Acroporidae и Pocilloporidae. Када јединки из ових породица нема довољно, A. planci почиње са ловом осталих мање пожељних јединки. Претпоставља се да избор плена највише зависи од ефикасности његове конзумације. Бодљикава морска звезда напада плен тако што избацује желудац кроз усни отвор и простире га по површини плена уз помоћ амбулакралних ножица. Релатицно велике димензије желуца ове врсте сугерише на већи капацитет исхране од осталих морских звезда.
Агрегативна исхрана током сезоне парења вероватно је условљена феромоном који привлачи остале припаднике исте врсте ради мрешћења. Зна се да A. planci привлаче екстракти корала, као и активност храњења других морских звезда. Могуће је и да се ова врста групно храни и при условима велике оскудице хране након озбиљниих олујних оштећења коралних гребена.
Истраживања су показала да дневно-ноћни ритам A. planci у Великом коралном гребену првенствено зависи од величине морске звезде. Мање јединке (< 20 cm) чешће су се скривале током дана, док су се веће тада храниле и показивале су мање тенденције ка скривању.

### Репродукција
Тип репродукције је сексуалан, а полови су одвојени. Молекуларна истраживања указују на могуће постојање хермафродитизма и самооплођења у овој врсти. Оплођење је спољашње. Однос полова у популацији је углавном 1:1. Фекундитет је велик, једна јединка масе 500-4000 g током живота може да произведе 4-65 милиона јаја. Период мрешћења је од новембра до јануара на јужној хемисфери и од маја до августа на северној хемисфери. Мрешћење може вештачки да се индукује употребом 1-метиладенина. Траје углавном око 30 минута. У заробљеништву може да се примети спонтано мрешћење у више наврата, најчешће у великим акваријумима. Величина гамета је 0,2 mm (јајне ћелије) и 0,002-0,005 mm (сперматозоиди). Верује се да феромони индукују груписање и синхронизацију индивидуа ради парења.

## Развиће

### Гаметогенеза
Током првог лета полне зрелости гонаде су мале и само мали проценат ооцита достиже потпуну зрелост. Током другог лета оваријуми и тестиси су много већи и велики број ооцита потпуно се развија. Већи број зрелих ооцита присутан је током лета него током зиме. Температура воде је највероватније једини еколошки фактор који утиче на продукцију гамета.

### Ларвално развиће и метаморфоза
Ларвални стадијуми су бипинарија и брахиоларија, која има два стадијума - рана и касна. Стадијум бипинарије траје 4-5 дана, након чега се развија у брахиоларију. Овај стадијум се наставља од шестог дана и плива слободно до двадесет осмог дана, када почиње да се качи на подлогу. Касна брахиоларија развија три ручице у преоралном пределу, као и адхезивни диск и увећани примордијум на постериорном делу. Двадесет осмог дана почиње качење на подлогу уз помоћ адхезивног диска и након тога метаморфоза која траје око два дана. Ране морске звезде имају пречник од 0,3 до 0,5 mm и сваки крак носи по једну црвену пигментну мрљу, примарни подијум и по два пара амбулакралних ножица. Средњи период од оплођења до метаморфозиране морске звезде је 38 дана. Оптимална температура за ларвално развиће је 26-28 °C. Бипинарије имају много већу толеранцију на наглу промену салинитета од брахиоларија.
- Ларва бипинарија
- Ларва брахиоларија
- Касна брахиоларија са примордијумом
- Качење брахиоларије за подлогу
- Млада морска звезда након метаморфозе

## Екологија

### Утицај на коралне гребене
Acanthaster planci је природни непријатељ многих врста корала у индо-пацифичком региону и уз то је познат по наглим флуктуацијама у броју јединки у популацији. Ове две чињенице доводе до велике деструкције коралних гребена од стране ове морске звезде и проблема у очувању екосистема које насељавају. Иако ова нагла избијања популација изазивају огромне промене у животним заједницама, њихови узроци су и даље непознати и предмет многих дебата.
Нагли пораст популација A. planci спада у најдеструктивније поремећаје тропских коралних гребена. Он доводи до огромне смртности, понекад и до потпуног уништења популација, што типично има дуготрајне последице на мноштво заједница. Каскада избијања популација углавном се проширује на целе гребенске екосистеме и углавном доводи до пораста броја бентосних алги, чији је супстрат скелет корала који је остао након изловљавања од стране морских звезда, губитка осталих врста које се хране коралима, општег колапса гребенске структуре и смањења у биодиверзитету и продуктивности. Због овога постоје многи покушаји да се A. planci истреби из коралних екосистема и контролише популација, међутим, забележени успех је премали у односу на опсег избијања. Примећени експлозивни порасти у броју јединки морских звезда су краткотрајни и спорадични.

### Избијање популација
Избијања популација морских звезда нису насумична, већ су то организовани, уређени, спори и дифузни догађаји. Примећено је да је раст популације у околини вулканких острва Француске Полинезије почео у локализованим изворним местима смештеним у околним гребенским нагибима и да се одатле прогресивно ширила путем агресивних миграција. Чини се да је ширење популације из дубљих делова гребена до неоштећених предела чест феномен.
Не зна се да ли су узроци ових популационих експлозија природни или антропогени и самим тим се ствара проблем у проналажењу решења за  њихово сузбијање. Популациона избијања су веома варијабилна. То укључује варијације у броју морских звезда, шаблону дисперзије и мобилности агрегација. Примећено је да се агрегације јављају веома често. Велика мобилност морских звезда један је од битних фактора у формирању агрегација. Више пута је забележено да се јединке A. planci изненадно „појављују” као адулти на коралним гребенима. Објашњење за то је највероватније ограничење у могућности детекције мањих јединки, јединки у већим дубинама и јединки које су расуте у широким областима. Уз то, интензитет исхране се драстично повећава у другој години живота, што доводи до наизглед изненадног насељавања и уништења станишта.
Судбина морских звезда при опадању популације је непозната. Сматра се да већина умире од глади, иако ово још није доказано. Међутим, забележено је да број јединки нагло опада. Велика смртност није примећена и није у складу са самом биологијом ове врсте. Мала је вероватноћа да би се предаторска морска звезда скупила у великом броју на истрошеном коралном гребену и затим одумрла. Могуће је да се јединке крећу својим путем након излова у потрази за храном и да затим одумиру, али ни ова појава није засигурно потврђена.

### Контрола популација
Мере контроле популација које су до сада предузете су веома скупе, углавном неефикасне и изазивачи су разних нежељених нуспојава. Тренутно је најефикаснији начин истребљења A. planci из одређеног станишта убризгавање смртоносних доза хемикалија у сваку појединачну јединку. Разне хемикалије се користе од 1960-их у ову сврху, међутим, проблем је у томе што су оне штетне по морске екосистеме. Међу њима су формалдехид  (CH2O), који је високо запаљив, експлозиван и карциноген; бакар-сулфат (CuSO4), веома токсичан за рибе и водене бескичмењаке, као што су крабе, шкампи и остриге. Остали токсични агенси који су се у прошлости користили за сузбијање A. planci су натријум-хипохлорит (NaClO), амонијак (NH3), амонијум-хидроксид (NH4OH) и многе друге супстанце. Тренутно се сматра да је најбоља опција за сузбијање популација коришћење натријум-бисулфата, међутим, за то је потребно пажљиво убризгавање у више региона оралног диска и кракова, иначе ће настати само локална ткивна оштећења и морска звезда ће преживети. Ова техника је такође спора, скупа и тешко се примењује у великим областима. Остале технике подразумевају ручно скупљање јединки, сеча и конструкција физичких баријера. Све ове технике имају доста мана које преовлађују добробити.
Новија истраживања указују на могућност примене деривата жучи (жуч вола, жучне соли) у покушају сузбијања популација A. planci. Жучне киселине индукују два механизма ћелијске смрти: апоптозу при ниским и некрозу при већим количинама. Примећена је директна веза између количине натријум-хлорида и токсичности жучних соли. То је вероватно разлог зашто су потребне веома мале концентрације жучи вола за индуковање смрти код A. planci.